# Rivulus litteratus
Rivulus litteratus är en fiskart som beskrevs av Costa 2005. Rivulus litteratus ingår i släktet Rivulus och familjen Rivulidae. Inga underarter finns listade i Catalogue of Life.